# Roteni, Mureș

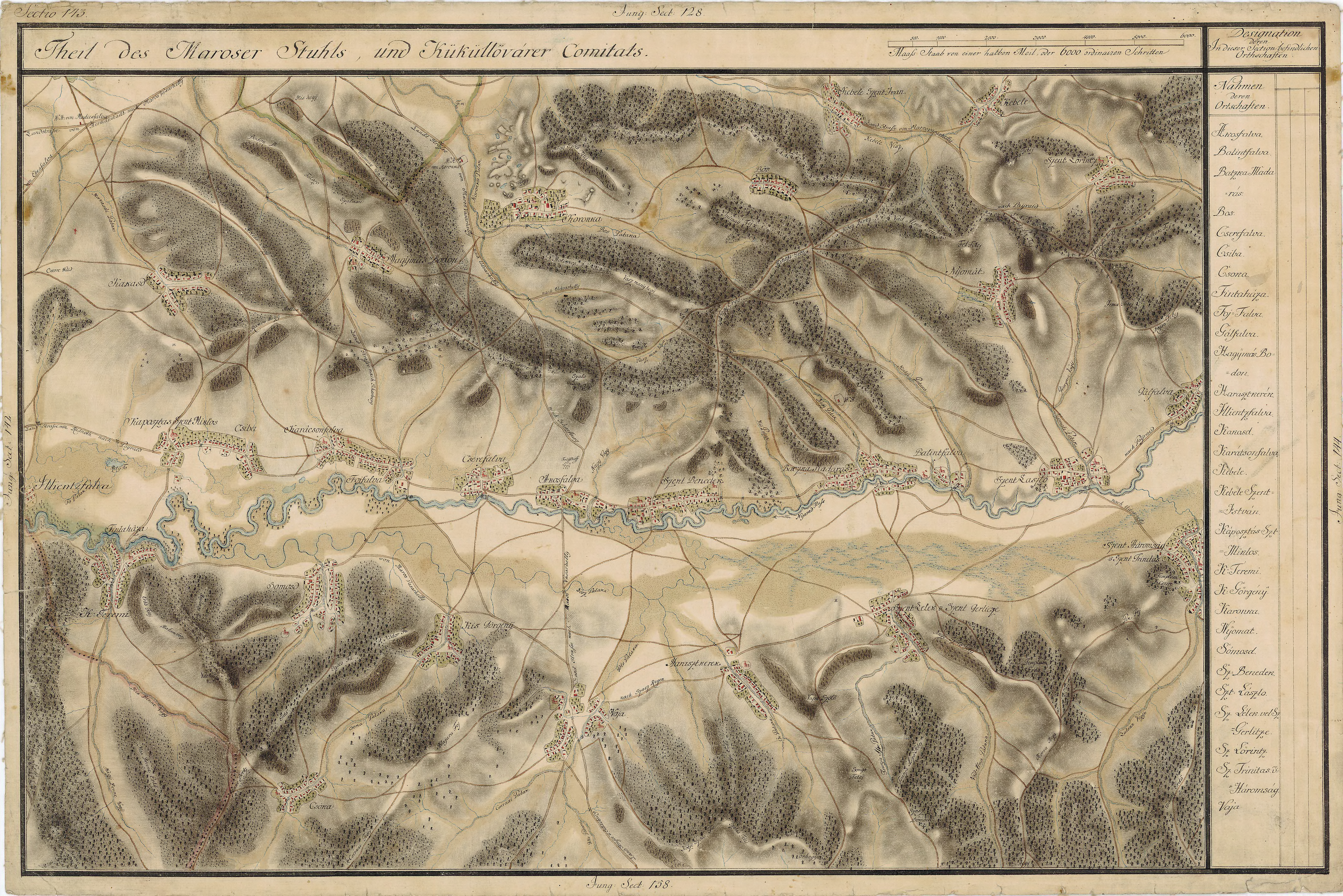
Roteni în Harta Iosefină a Transilvaniei, 1769-73

Roteni (maghiară Harasztkerék) este un sat în comuna Acățari din județul Mureș, Transilvania, România. Se află în partea de sud a județului,  în Podișul Târnavelor.

## Vezi și
- Biserica reformată din Roteni

## Imagini

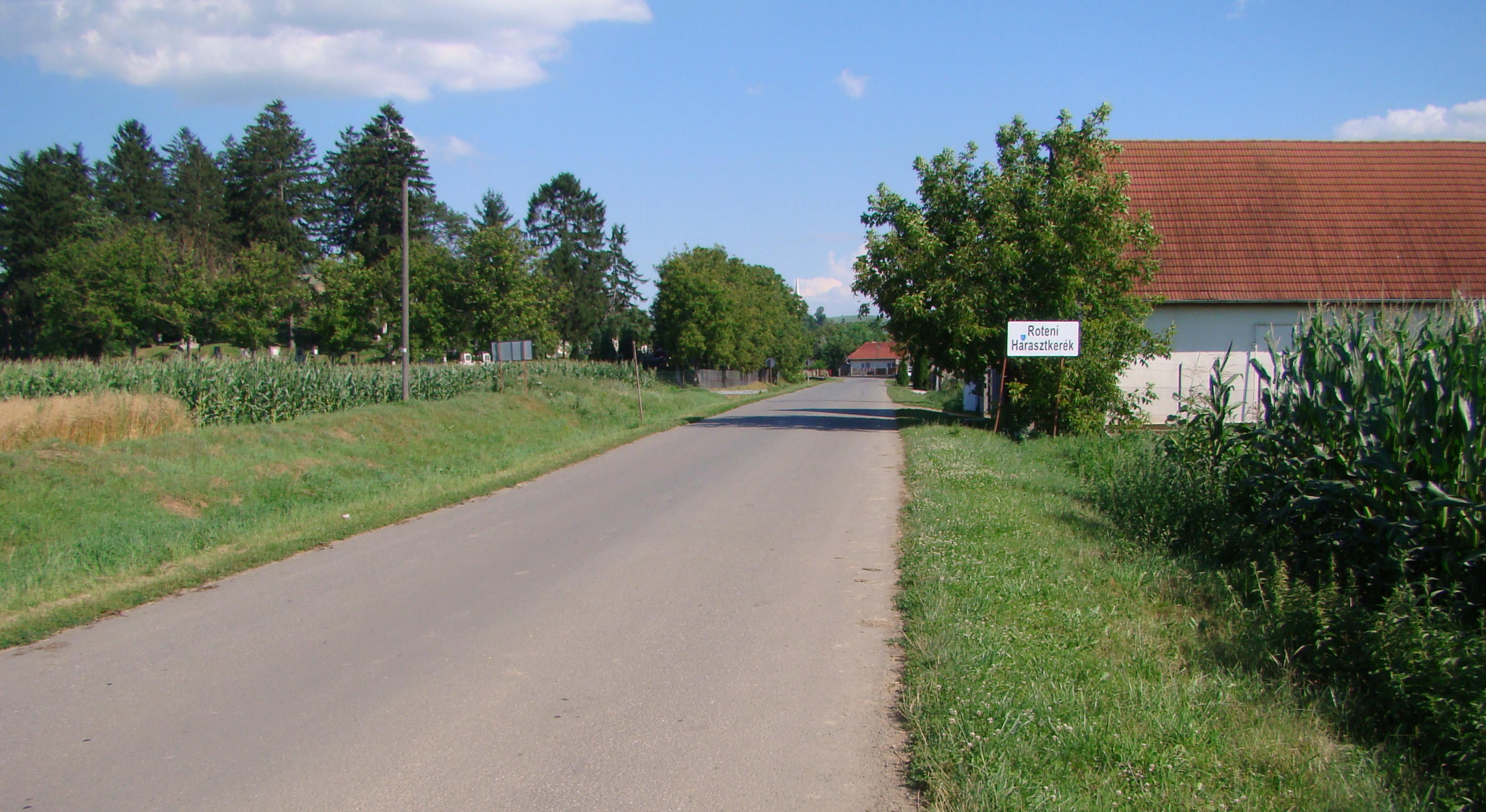
Intrarea în localitate
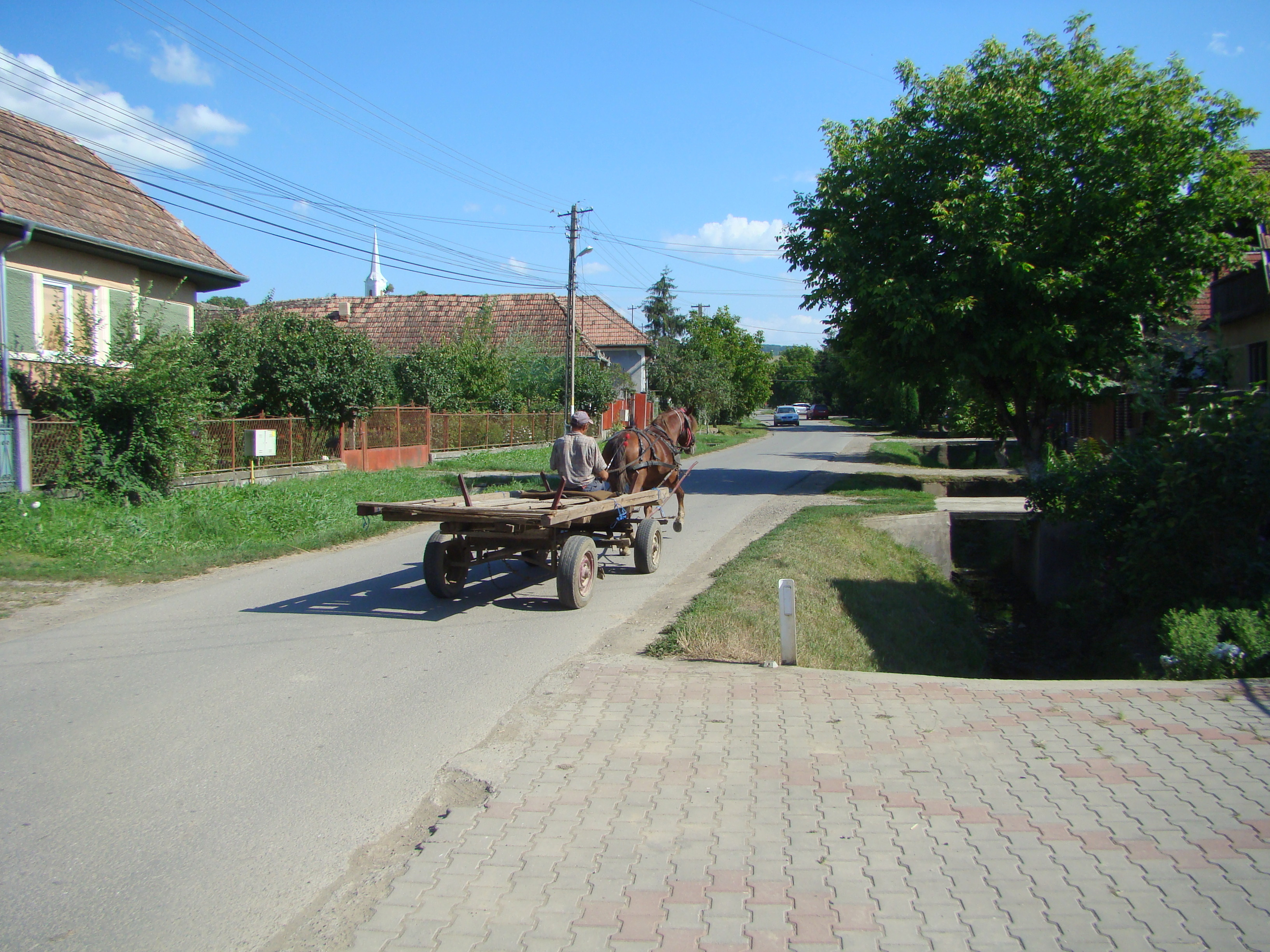
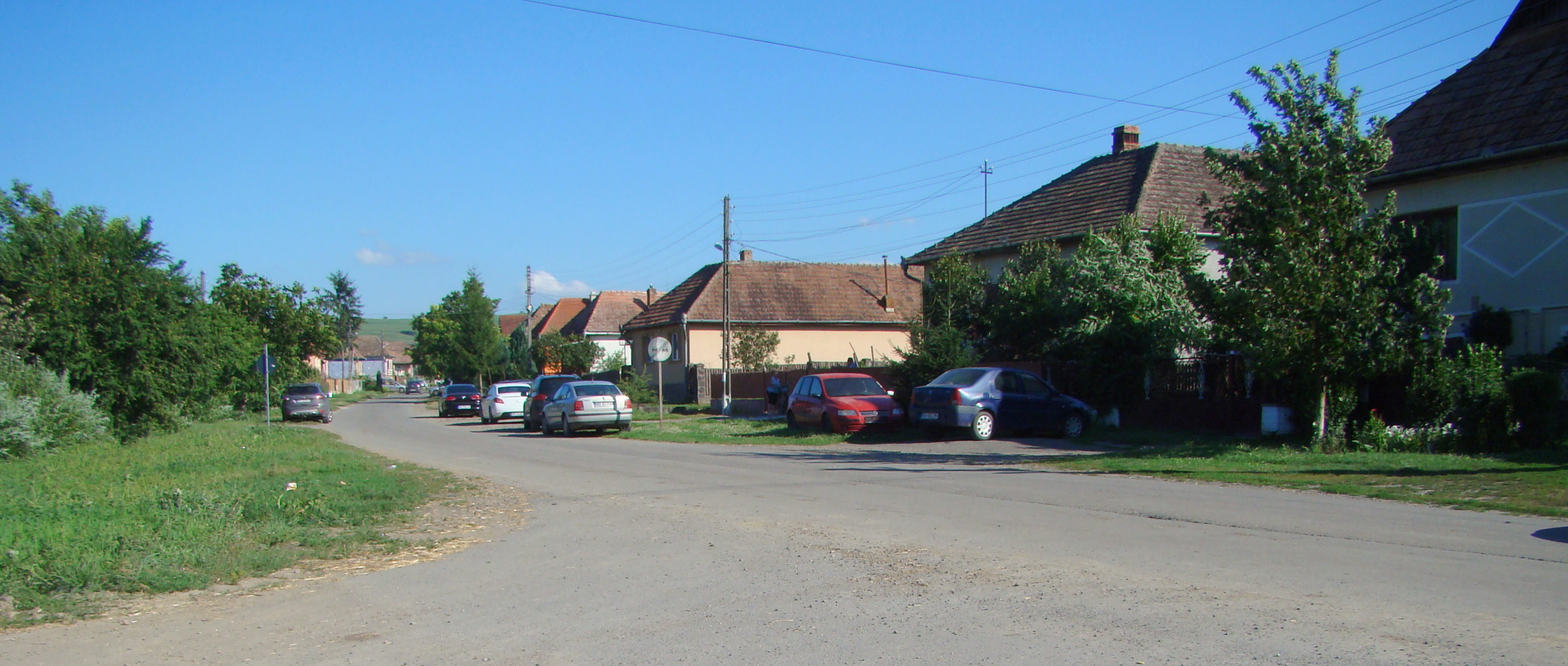
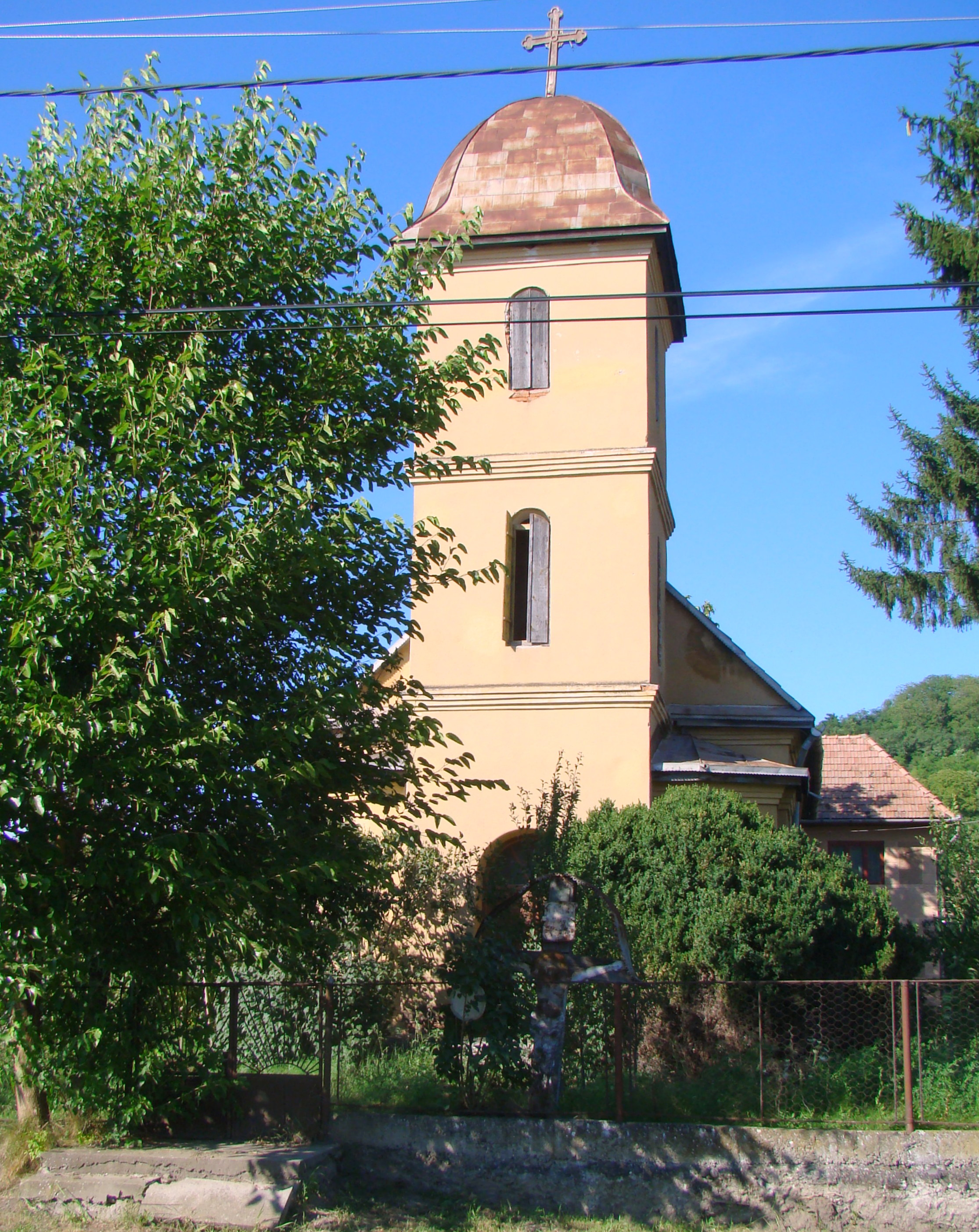
Biserica ortodoxă
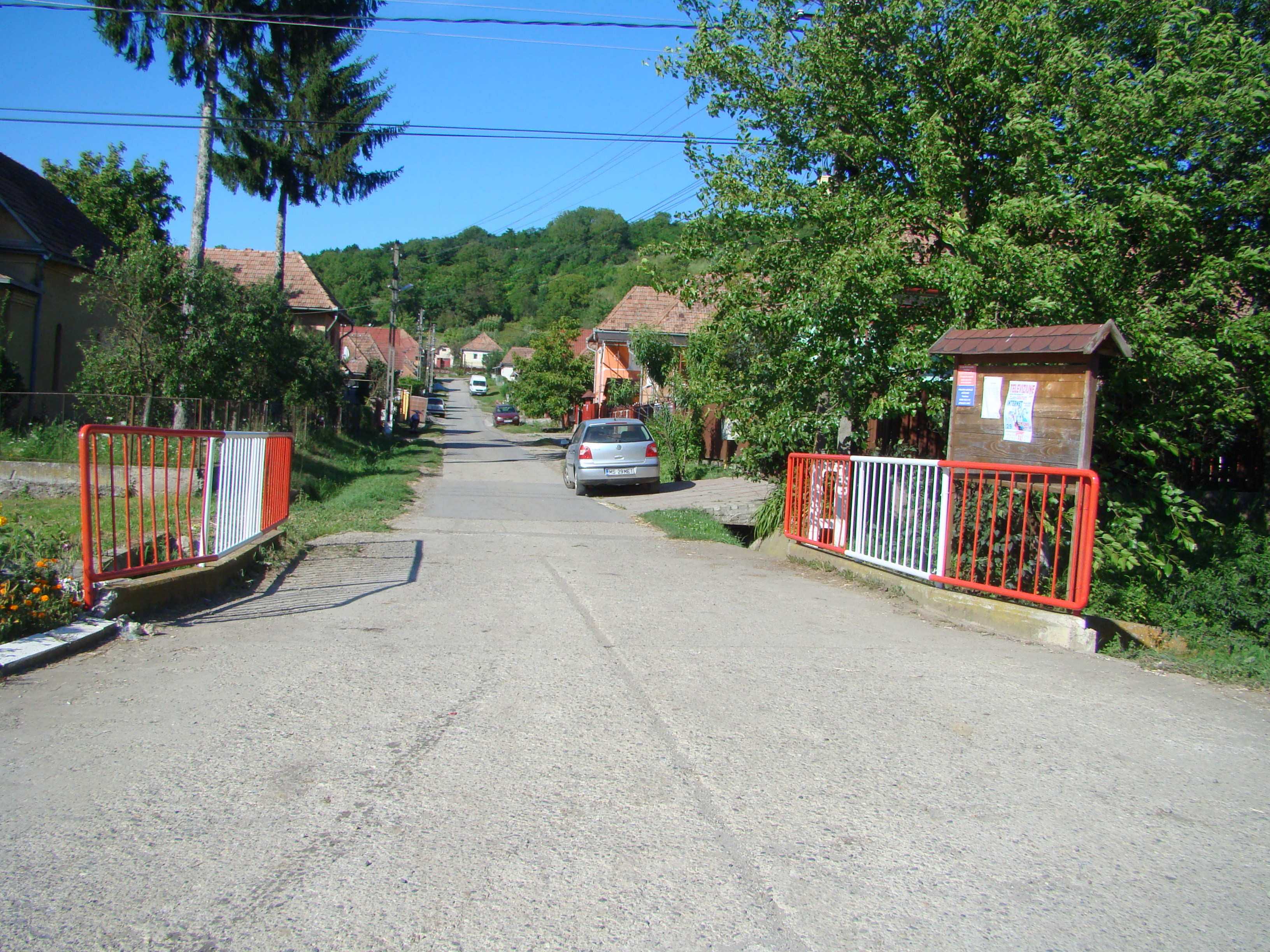
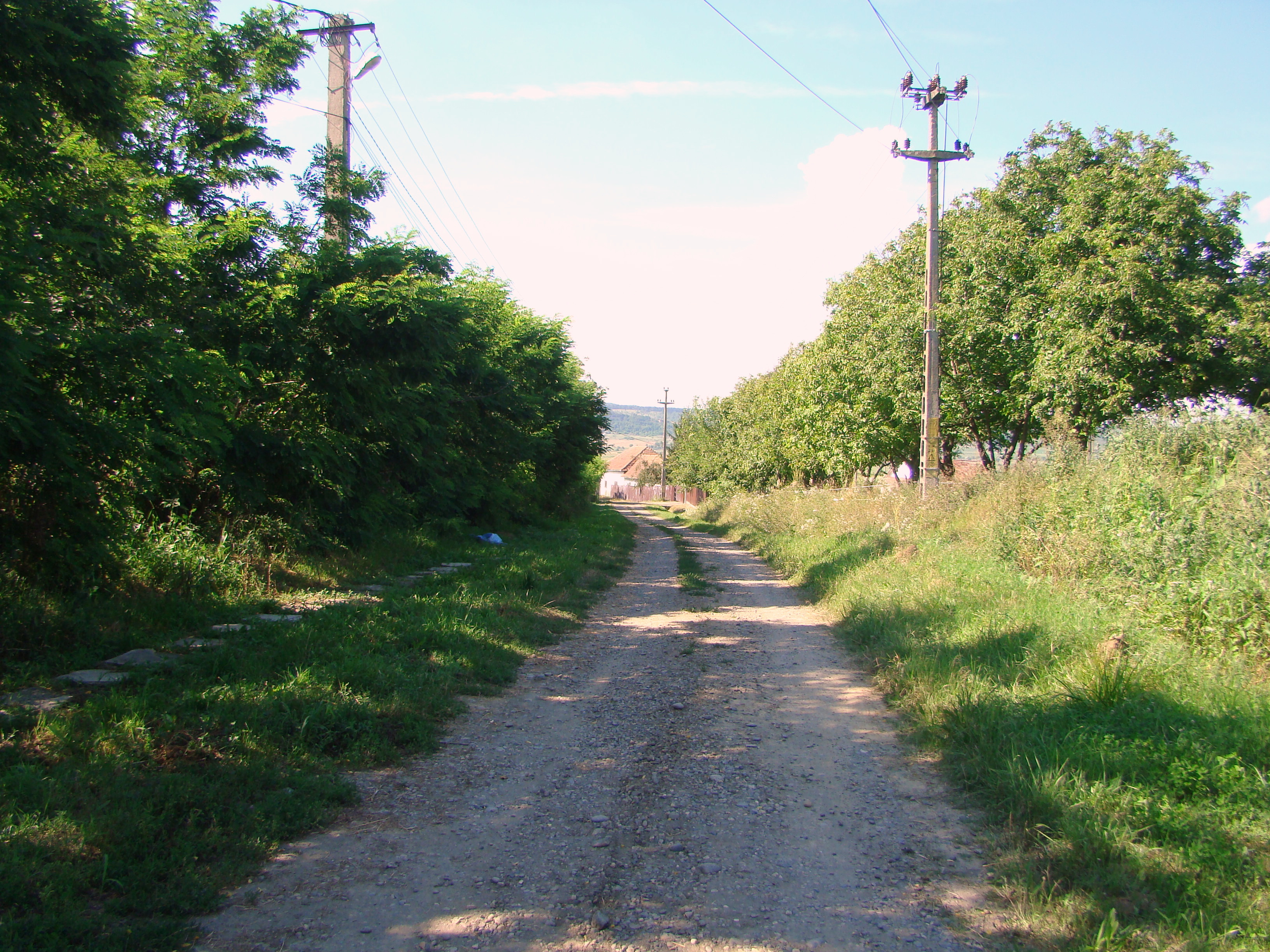
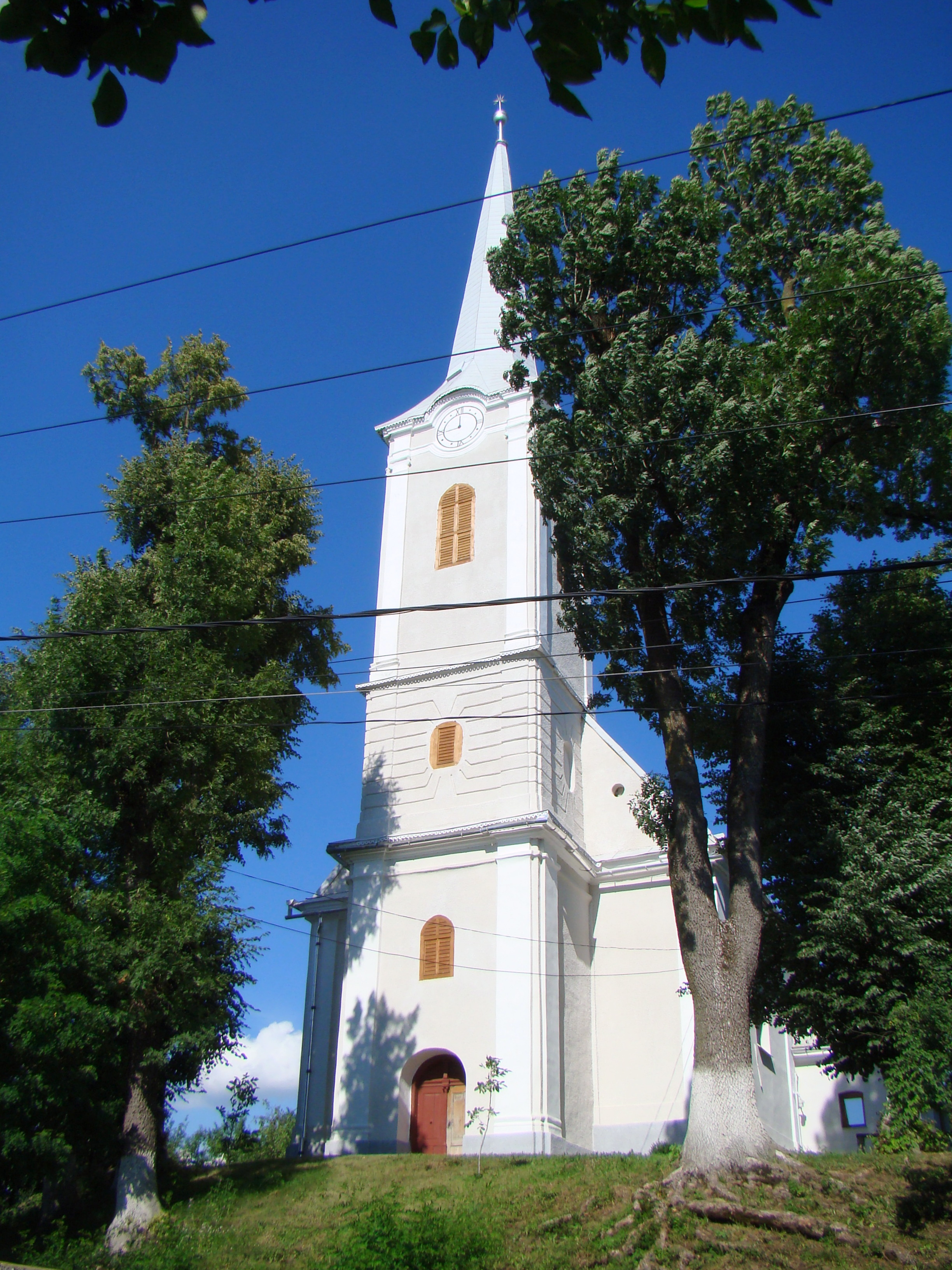
Biserica reformată
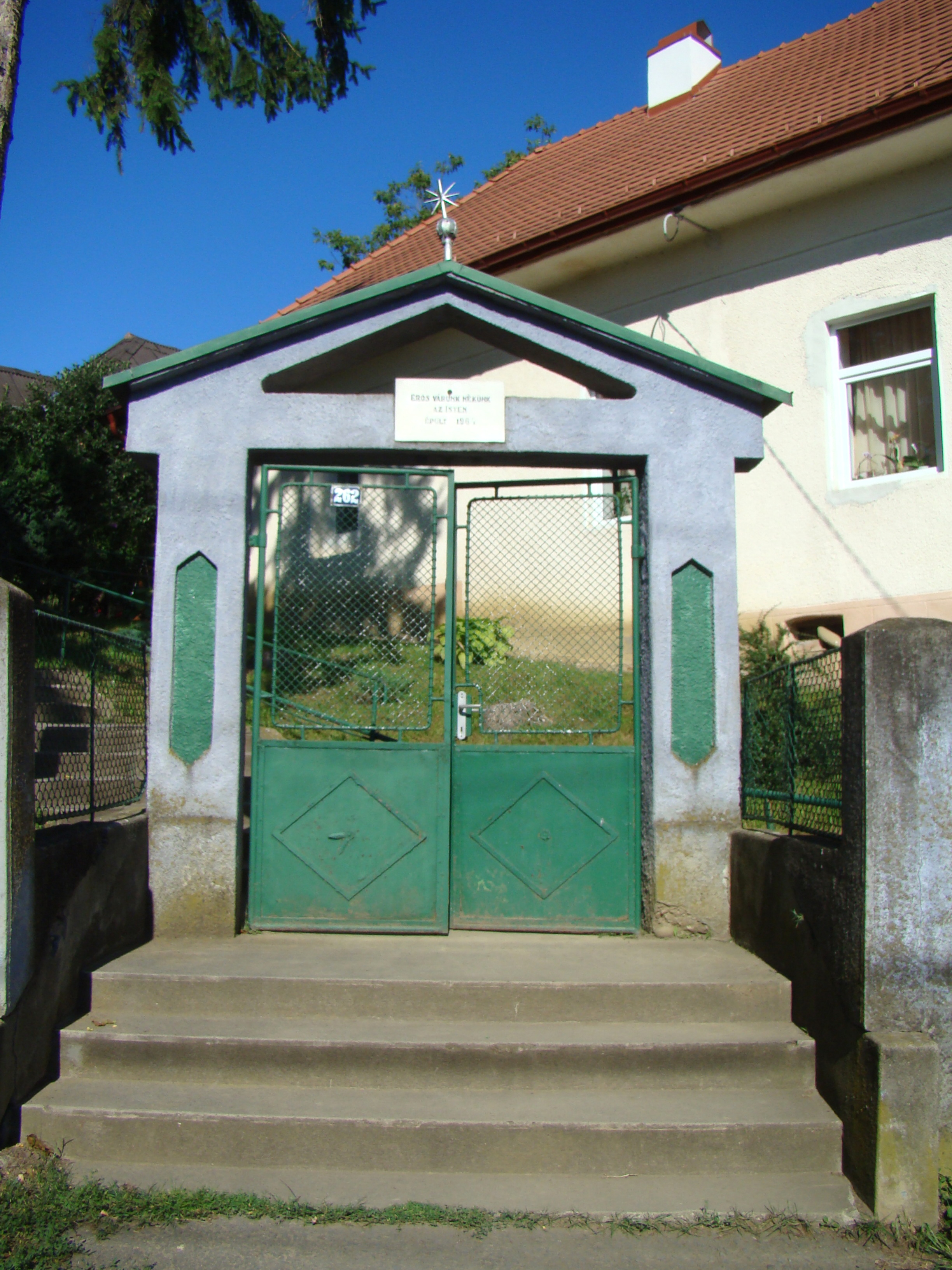
Poarta
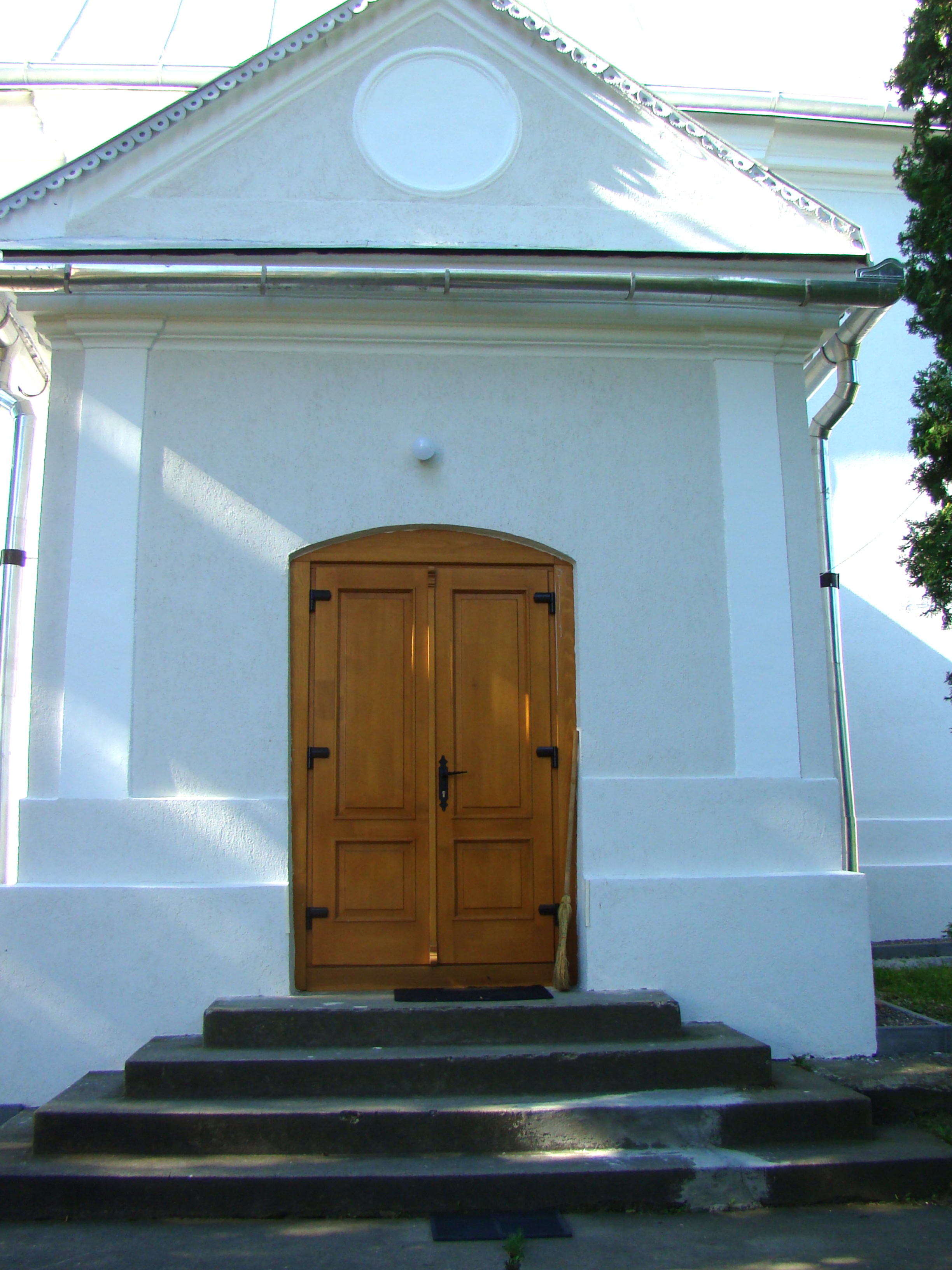
Porticul intrării
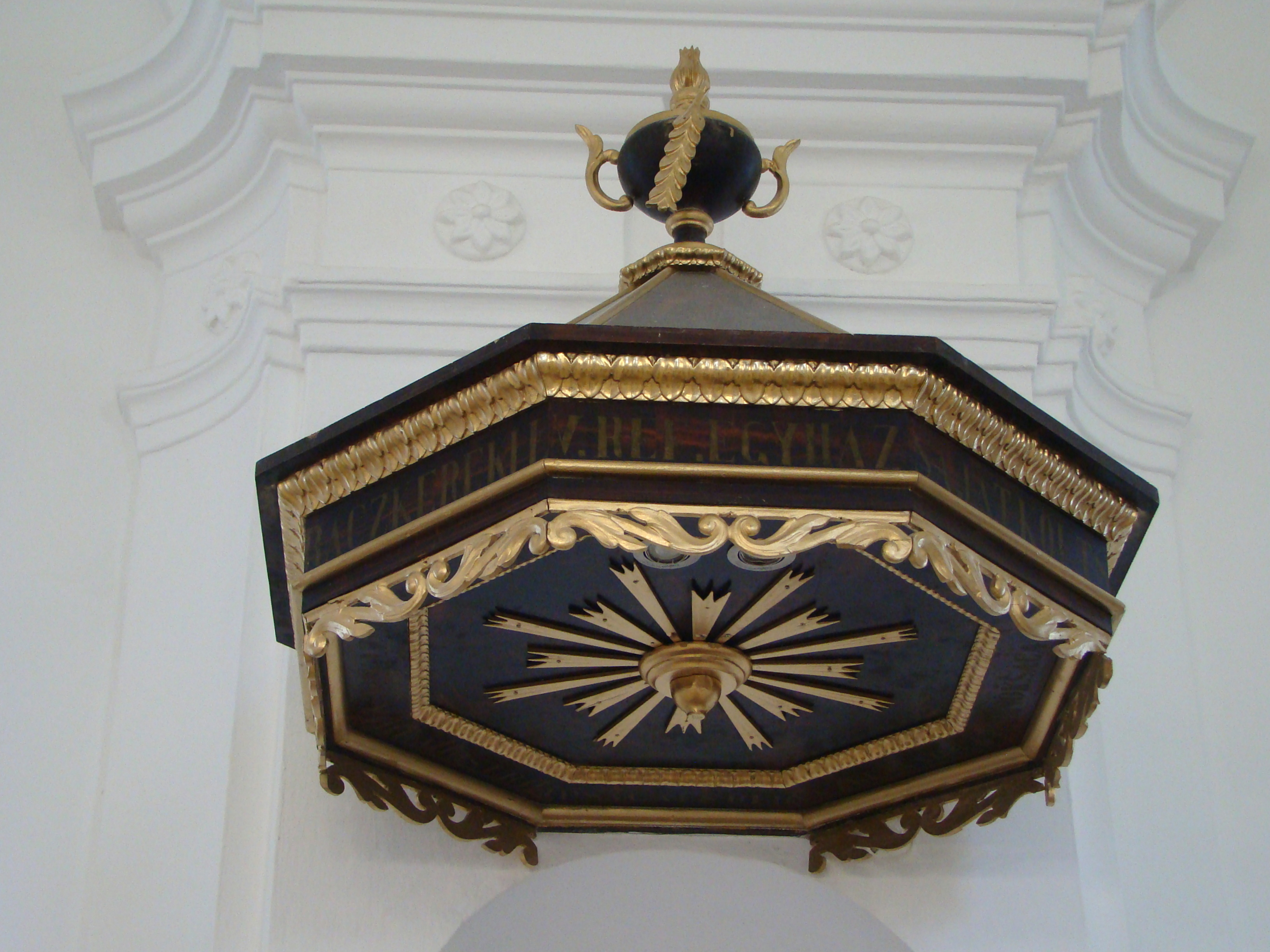
Coroana amvonului
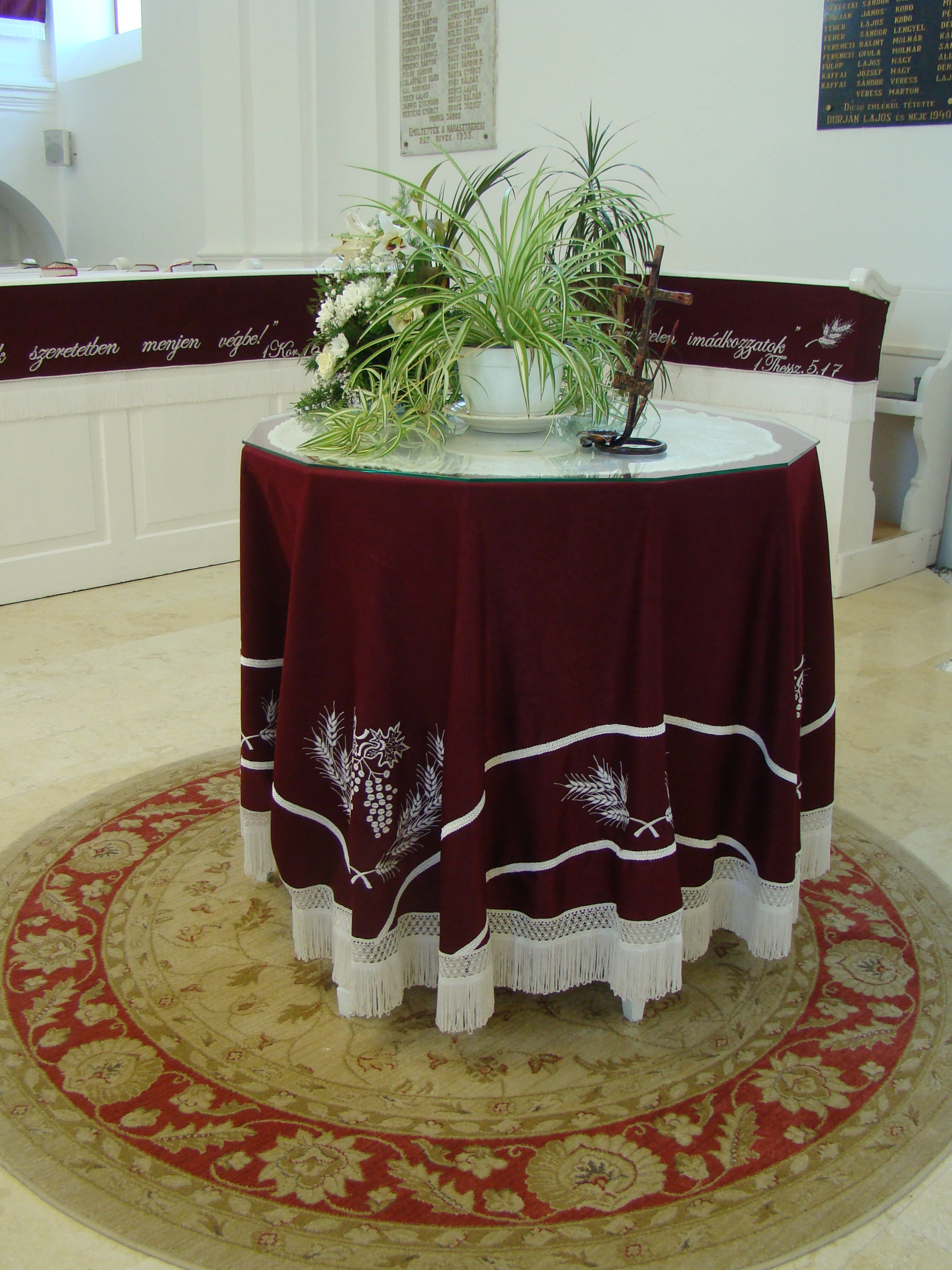
Masa Domnului
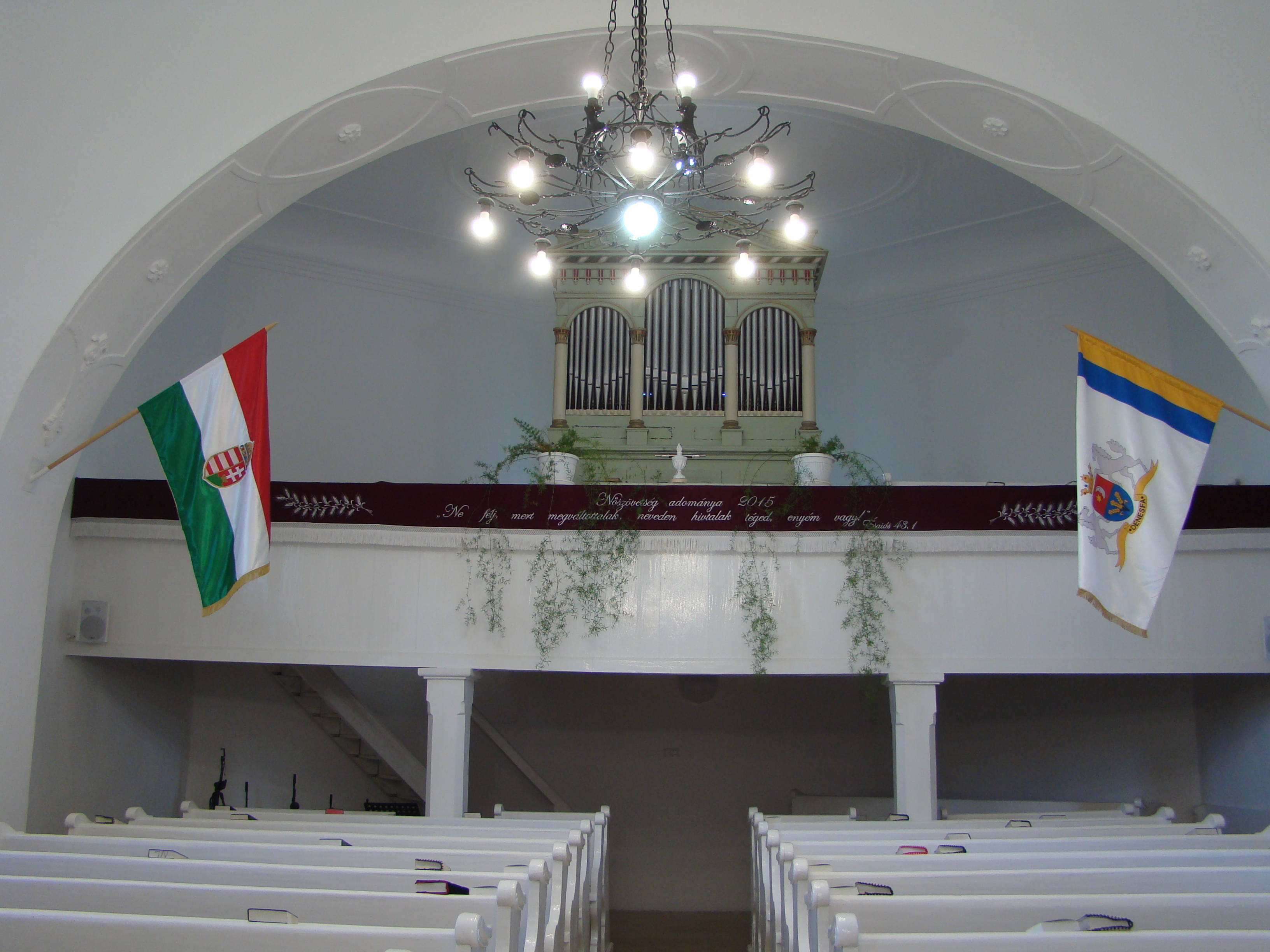
Orga
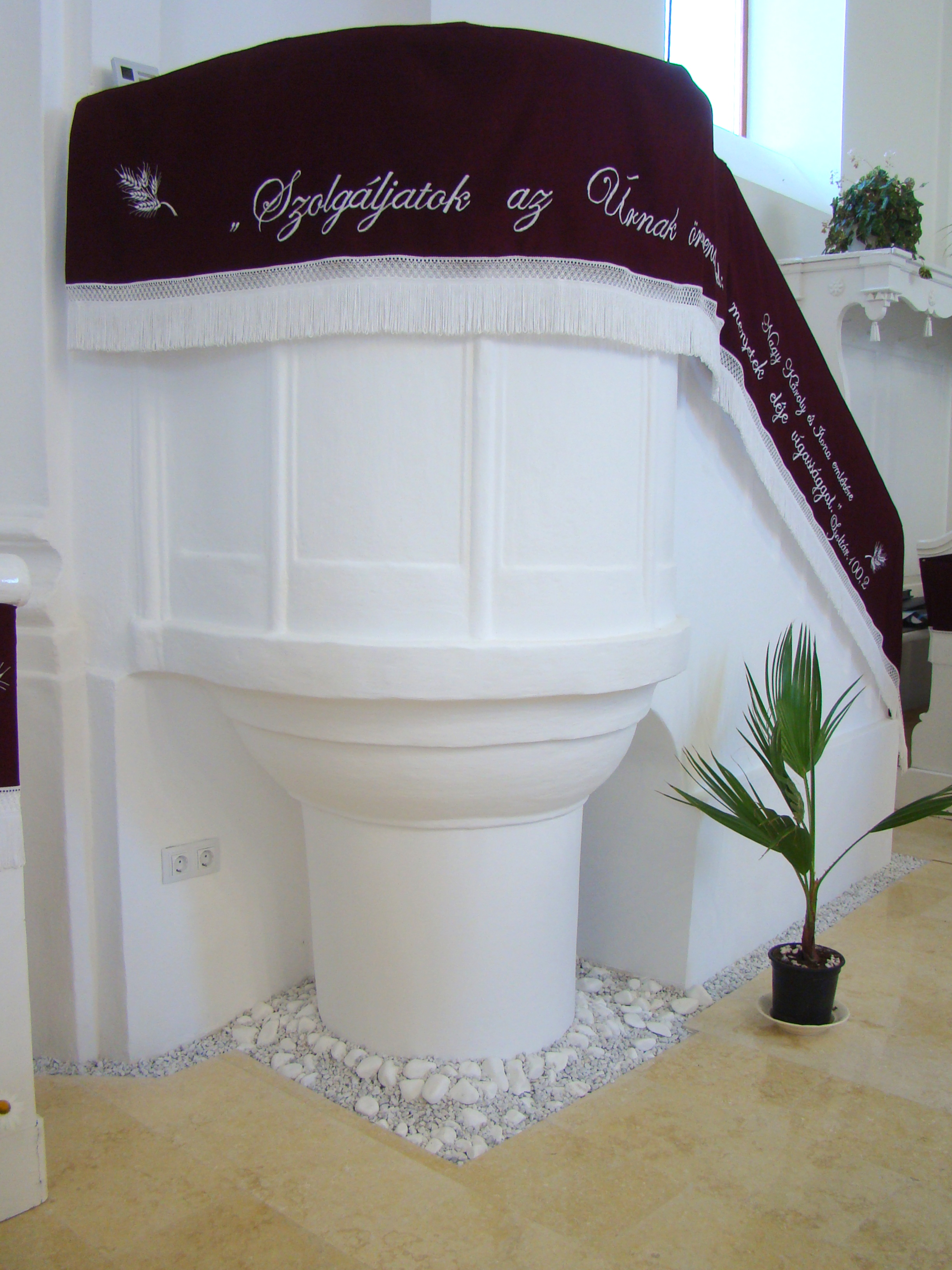
Amvonul
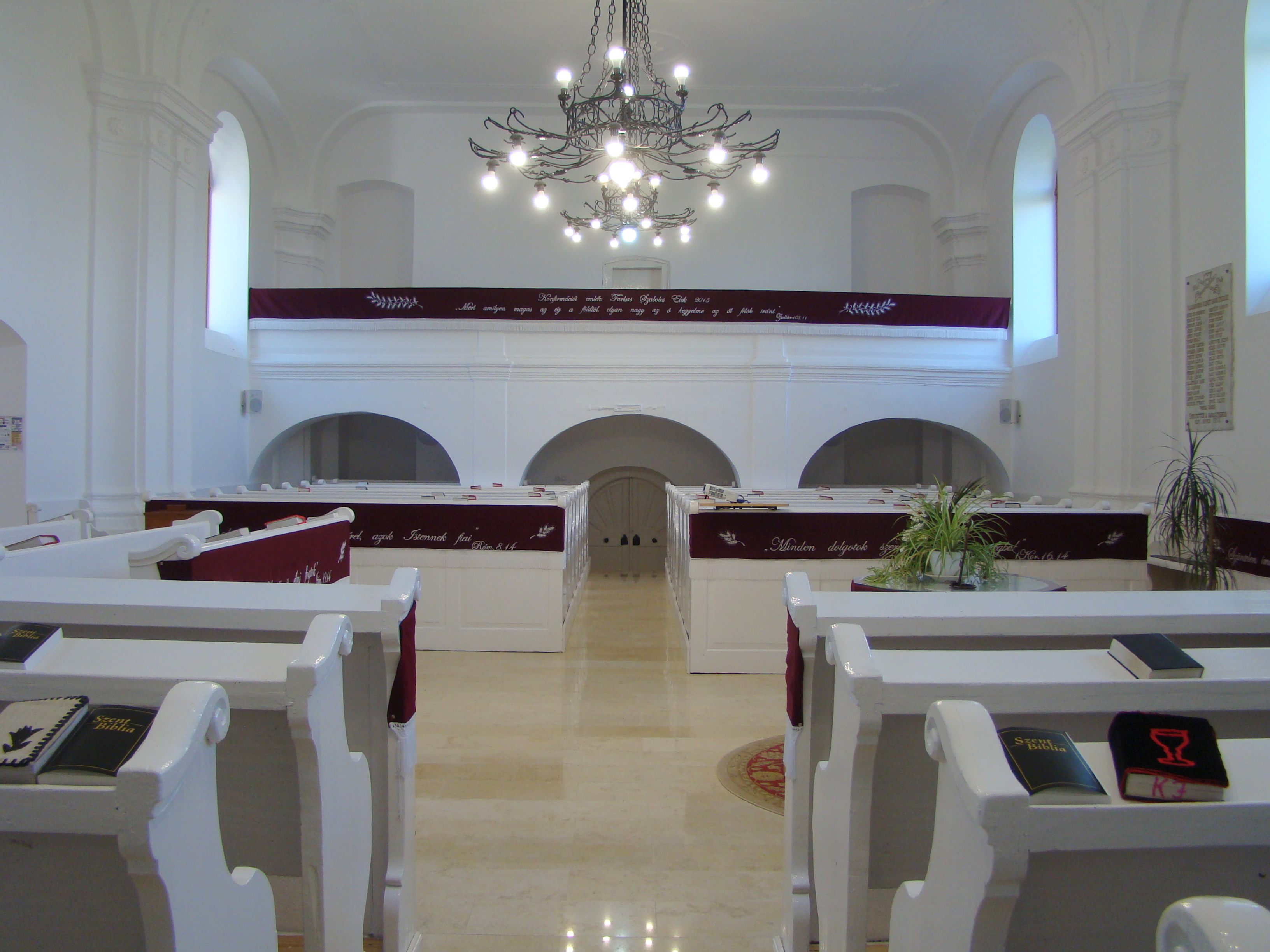
Interiorul navei